# Ciconia stormi
La cigüeña de Storm (Ciconia stormi) es una especie de ave ciconiforme de la familia Ciconiidae de gran tamaño y plumaje oscuro en peligro de extinción. Sólo se le encuentra en los humedales de Sumatra, islas Mentawai, Borneo y sur de la península de Malaca.